# Acraea semialbescens
Acraea semialbescens är en fjärilsart som beskrevs av Charles Oberthür 1893. Acraea semialbescens ingår i släktet Acraea och familjen praktfjärilar. Inga underarter finns listade i Catalogue of Life.